# سیرپا لین
سیرپا سالو (به فنلاندی: Sirpa Salo) مشهور به سیرپا لِین (انگلیسی: Sirpa Lane؛ ‏ ۱۹۵۲ – ۱۹۹۹) بازیگر اهل فنلاند بود که بیشتر با بازی در فیلمهای سودجو و اروتیکِ درجه ب در دهه ۷۰ میلادی شناخته می‌شود. از فیلم‌هایی که در آن نقش داشته می‌توان به پاپایا، الهه عشق آدمخواران، هیولا در فضا، دیو و دختر به‌قتل‌رسیده و عشق نازی کمپ ۳۷ اشاره کرد.
او در ۴۷ سالگی بر اثر ایدز درگذشت.